# Cimetière national d'Arlington

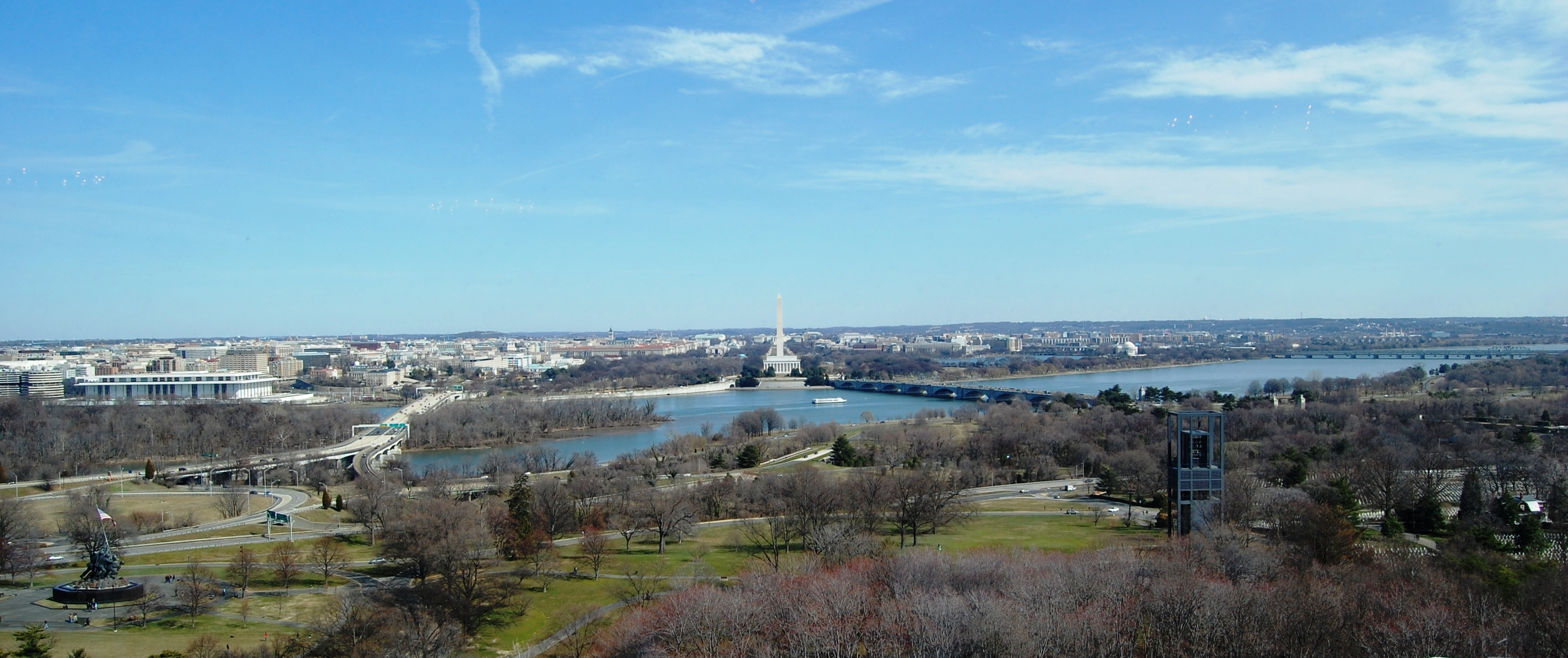
Vue depuis un des sommets d'Arlington.
On aperçoit au premier plan, à gauche le mémorial d'Iwo Jima et à droite la tour noire du Carillon des Pays Bas.
Au fond, au-delà du fleuve Potomac, se trouvent à gauche le John F. Kennedy Center for the Performing Arts (grand bâtiment carré blanc) avec à sa gauche le complexe du Watergate.
Au centre, le Lincoln Memorial, juste devant l'obélisque du Washington Monument, et à droite entre le Potomac et le bassin de marée, le Jefferson Memorial (bâtiment blanc avec un toit en coupole).

Le cimetière national d'Arlington (en anglais : Arlington National Cemetery) est un cimetière militaire américain situé dans le comté d'Arlington, en Virginie. Il est créé durant la guerre de Sécession sur les terrains d'Arlington House, une ancienne propriété de l'épouse du général Robert Lee, chef des armées confédérées.
Se trouvant face à Washington, D.C., de l'autre côté du fleuve Potomac, à côté des bâtiments du Pentagone, le cimetière d'Arlington est inscrit au Registre national des lieux historiques en 2014. Plus de 290 000 personnes sont enterrées sur ce terrain de 2,53 km2, des anciens combattants de toutes les guerres américaines, de la guerre d'indépendance aux derniers conflits du XXIe siècle, guerre d'Irak ou d'Afghanistan, avec notamment les deux guerres mondiales, la guerre de Corée et la guerre du Viêt Nam. Deux présidents américains sont enterrés à Arlington : William Taft et John Fitzgerald Kennedy.
Avec le cimetière national de Mills Springs (en) au Kentucky, Arlington est le plus ancien cimetière militaire des États-Unis. Il est le seul avec le cimetière national United States Soldiers' and Airmen's Home (en) à être géré par le département de l'Armée — une branche du département de la Défense — alors que les autres cimetières militaires américains sont gérés par le département des Anciens combattants ou National Park Service (NPS). Le Custis-Lee Mansion et les terrains avoisinants sont gérés par le NPS.

## Histoire
Le cimetière national d'Arlington est situé sur la rivière Potomac, juste en face de la ville de Washington (district de Columbia) sur la plantation de George Washington Parke Custis (en), le fils adoptif de George Washington, à sa mort en 1857, sa fille unique Mary Ann Randolph en hérite. Mary Ann avait épousé en 1831 le lieutenant Robert E. Lee qui deviendra le général en chef des armées des États confédérés. En 1802, il est construit un manoir de style néoclassique inspiré du temple d'Hephaïstos d'Athènes, l'Arlington House qui depuis, sert de mémorial de Robert E. Lee.
Lorsqu'éclate en 1861 la guerre de Sécession, les Lee abandonnent Arlington, le terrain est occupé par les troupes de l'Union, le manoir est converti en quartier général. Trois forts y sont construits : les Fort Cass/Rosslyn, Fort Whipple/Fort Myer et le Fort McPherson, ainsi qu'un hôpital de campagne. Une partie du terrain sert de refuge pour des esclaves afro-américains affranchis qui fermera en 1890.
Le 13 mai 1864, le quartier-maître général Montgomery Meigs, y autorise la création d'un cimetière militaire de 81 hectares autour de l'Arlington House. Le 15 juin 1864, Edwin M. Stanton, secrétaire d’État à la guerre, le déclare officiellement cimetière militaire. En août 1864, commencent les premières inhumations militaires, avec l'enterrement de 26 soldats. À la fin de l'année 1864, plus de 7 000 soldats y sont enterrés.
En 1873, pour accueillir les cérémonies officielles est érigé un amphithéâtre, connu maintenant sous le nom de Tanner Amphitheater (en),.
En 1882, la Cour suprême des États-Unis déclare que le cimetière d'Arlington doit être restitué à ses propriétaires. Plutôt que de transférer les plus de 16 000 soldats enterrés vers un autre cimetière, le Congrès des États-Unis décide de le racheter pour la somme de 150 000 $. À la suite du rachat, le cimetière devient le lieu de sépulture des victimes de toutes les guerres américaines depuis la révolution américaine, et devient peu à peu le plus important des cimetières militaires,,,,,,,.

## La tombe des Inconnus

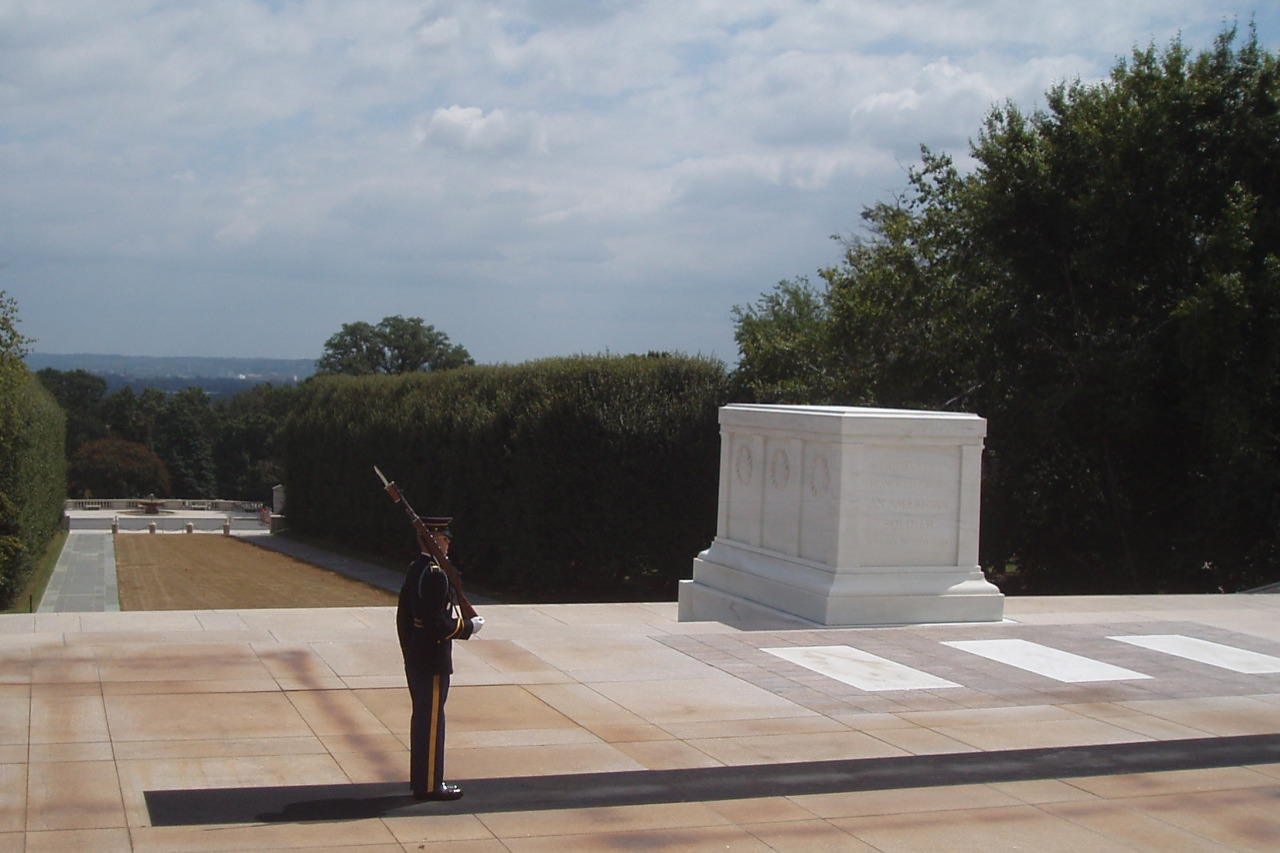
La tombe des inconnus, avec la garde en faction.

La tombe des Inconnus, également nommée tombe des Soldats inconnus, est l'un des sites les plus populaires du cimetière. Elle abrite les soldats inconnus américains de la Première et de la Seconde Guerres mondiales, ainsi que de la guerre de Corée et de la guerre du Viêt Nam. Grand tombeau de marbre provenant du Colorado, elle est située sur une colline surplombant directement la ville de Washington.
Elle était initialement nommée tombe du Soldat inconnu (Tomb of the Unknown Soldier). D'autres soldats inconnus tués lors d'autres guerres y furent plus tard enterrés et le lieu est devenu connu sous le nom de Tombe des Inconnus même si ce titre n'est pas officiel.
Les soldats enterrés sont : 
- un soldat inconnu de la Première Guerre mondiale, enterré le 11 novembre 1921, cérémonie présidée par le président Warren G. Harding ;
- un soldat inconnu de la Seconde Guerre mondiale, enterré le 30 mai 1958, cérémonie présidée par le président Dwight D. Eisenhower ;
- un soldat inconnu de la guerre de Corée, aussi enterré le 30 mai 1958, cérémonie présidée par Eisenhower, le vice-président Richard Nixon agissant comme le plus proche parent ;
- un soldat inconnu de la guerre du Viêt Nam, enterré le 28 mai 1984, cérémonie présidée par le président Ronald Reagan.

Les restes de ce soldat furent exhumés avec l'autorisation du président Bill Clinton le 14 mai 1998. Une analyse génétique permit de déterminer qu'il s'agissait du lieutenant de l'US Air Force Michael J. Blassie, que sa famille a ré-enterré près de chez elle à St. Louis, dans le Missouri. Il fut alors décidé de laisser le caveau de la guerre du Viêt Nam vide.
Depuis le 6 avril 1948, la tombe est gardée en permanence, 24 heures sur 24, par des soldats du 3e régiment d'infanterie (« The Old Guard ») de l'US Army. Cette garde et son changement s'effectuent selon un rituel extrêmement précis.

## Amphithéâtre du mémorial d'Arlington

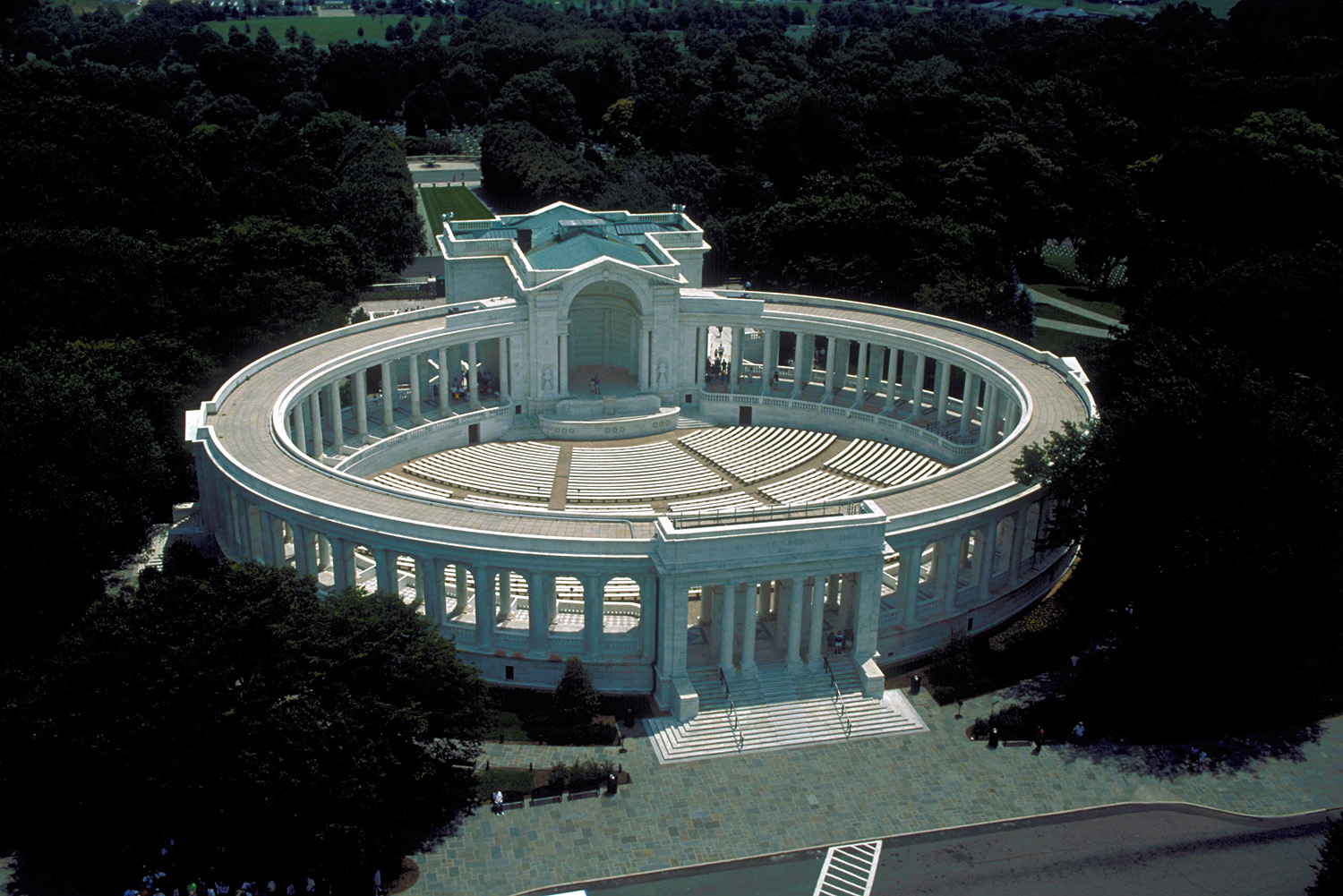
L'amphithéâtre d'Arlington.

La tombe des Inconnus fait partie de l'amphithéâtre du mémorial d'Arlington. Cet amphithéâtre accueille les obsèques nationales et les cérémonies du Memorial Day et du Veterans Day. Des cérémonies se tiennent également à Pâques. Environ 5 000 personnes assistent à ces cérémonies chaque année. L'amphithéâtre est principalement construit en marbre Imperial Danby venant du Vermont. La salle d'exposition entre l'amphithéâtre et la tombe des Inconnus utilise du marbre Botticino, importé d'Italie. La construction de cet amphithéâtre est le résultat d'une campagne d'Ivory Kimball pour bâtir un lieu pour honorer les soldats américains. Le Congrès autorisa la construction le 4 mars 1913 et le président Woodrow Wilson posa la première pierre le 15 octobre 1915. Celle-ci contient 15 objets dont une bible et une copie de la Constitution américaine.
Avant que la construction de l'amphithéâtre du mémorial ne soit achevée en 1921, les cérémonies importantes se tenaient dans ce qui est connu maintenant sous le nom du « Vieil amphithéâtre » (« Old Amphitheater »). Il se trouve sur l'emplacement des anciens jardins du général Robert Lee. Il fut construit en 1868 sous la direction du général John A. Logan. James Garfield fut le principal orateur le jour de l'inauguration le 30 mai 1868. L'amphithéâtre est entouré d'une colonnade couverte d'un treillis qui supporte une vigne. L'amphithéâtre possède une estrade de marbre, connue sous le nom de « la Tribune », sur laquelle est inscrite la devise que l'on trouve sur le grand sceau des États-Unis, E pluribus unum (« de plusieurs, un seul »). L'amphithéâtre peut accueillir 1 500 personnes assises et a vu passer des orateurs tels William Jennings Bryan.

## Autres emplacements célèbres

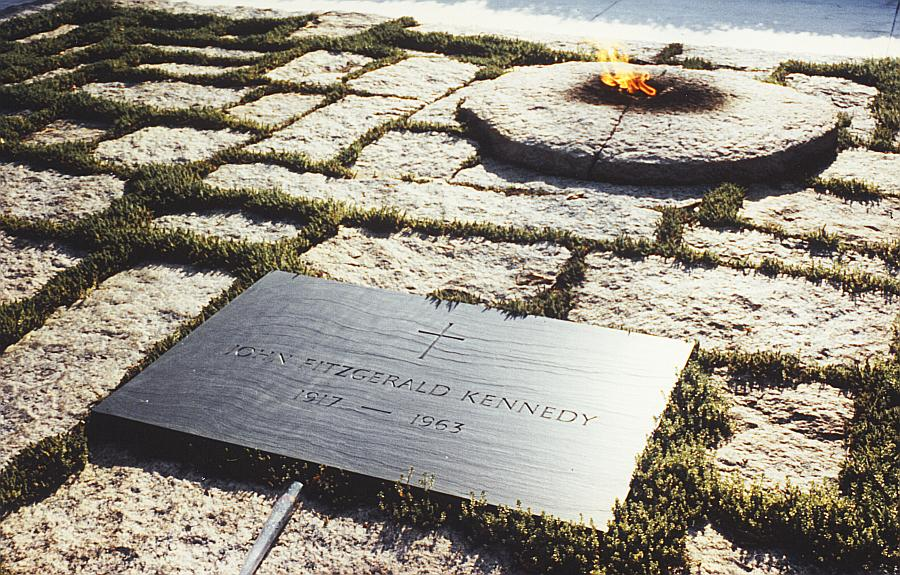
La tombe de John et Jacqueline Kennedy au cimetière d'Arlington.

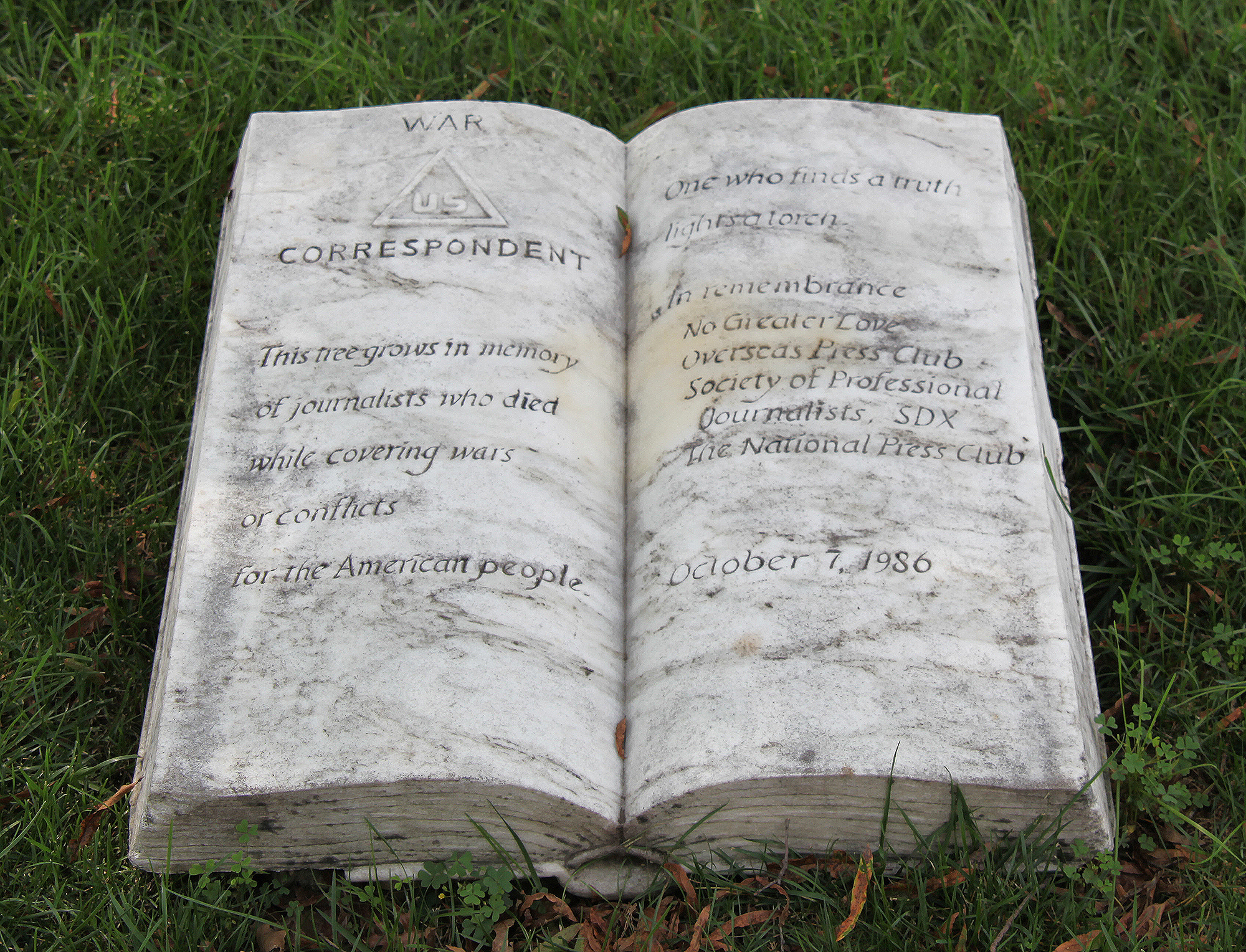
Mémorial des correspondants de guerre.

Parmi les nombreux emplacements célèbres du cimetière, les plus connus sont : 
- le mémorial du corps des Marines des États-Unis avec une statue reproduisant la célèbre photo Raising the Flag on Iwo Jima (« Levée du Drapeau sur Iwo Jima ») durant la bataille d'Iwo Jima. Le monument est situé à l'extérieur du cimetière ;
- la tombe du président John Fitzgerald Kennedy, de son épouse Jacqueline Kennedy et de deux de leurs enfants, Arabella Kennedy et Patrick Bouvier Kennedy. Une flamme permanente y brûle. Ses frères Robert Kennedy, ancien ministre de la Justice et Ted Kennedy, sénateur, sont enterrés à proximité ;
- le mémorial dédié aux 266 morts lors du naufrage du cuirassé USS Maine ;
- le mémorial dédié aux astronautes disparus dans la catastrophe de la navette spatiale Challenger ;
- le mémorial dédié aux astronautes disparus dans la catastrophe de la navette spatiale Columbia ;
- le mémorial du Pentagone, en honneur aux 184 victimes de l’attentat terroriste contre le Pentagone le 11 septembre 2001 ;
- le mémorial de Lockerbie dédié aux 270 tués lors de l’explosion du vol Pan Am 103 au-dessus de Lockerbie en Écosse.
- le mémorial des correspondants de guerre, placé en 1985 à la demande de Society of Professional Journalists, National Press Club, No Greater Love et OPC pour commémorer les journalistes morts au champ d’honneur[15].

## Personnalités inhumées

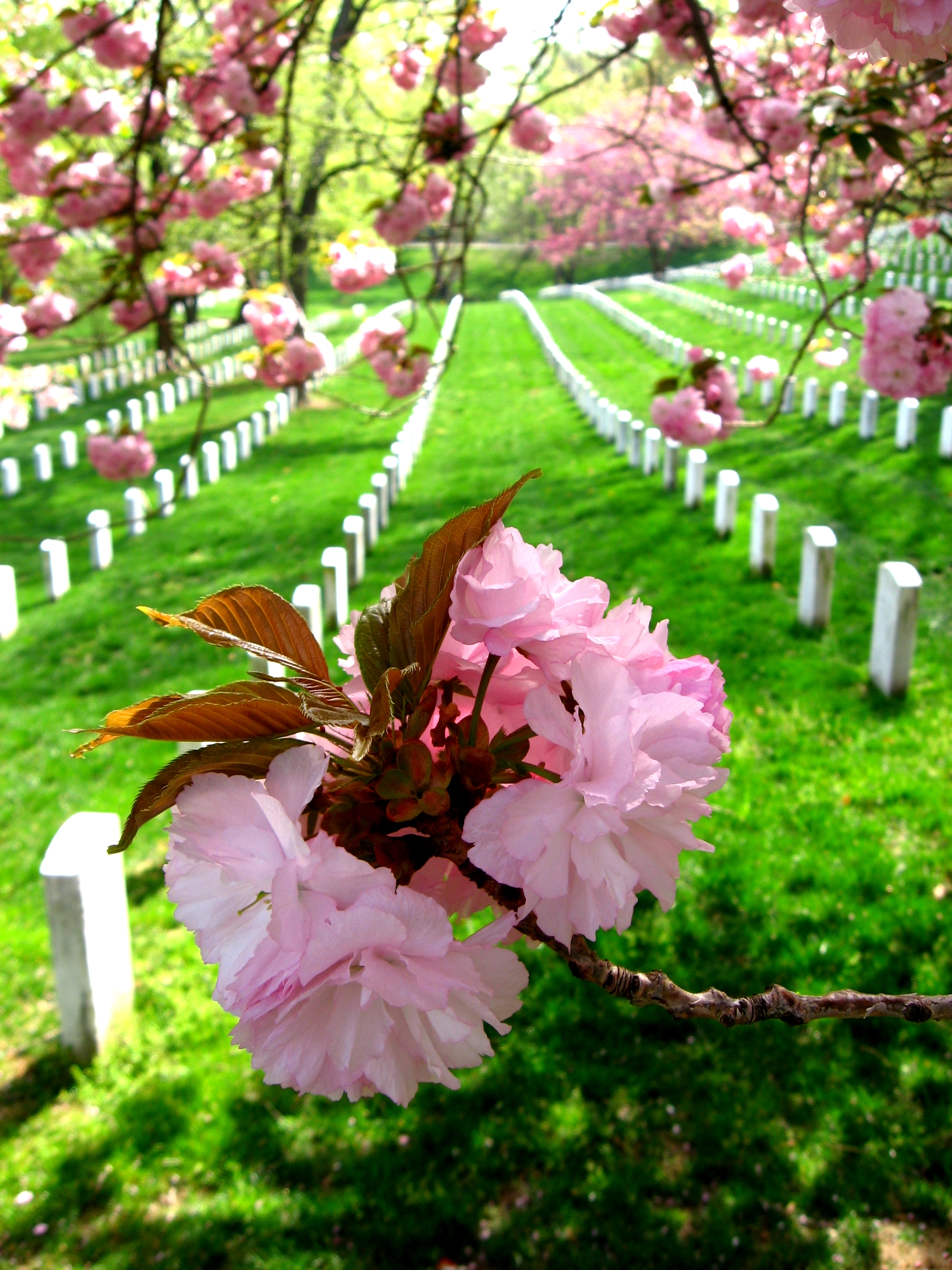
Vue du cimetière d'Arlington.

Outre la famille Kennedy sont enterrés dans ce cimetière :

par ordre alphabétique
- Creighton Williams Abrams (1914-1974), général américain, commandant les forces américaines au Viêt Nam
- George Adamski (1891-1965), ufologue, enterré à Arlington en tant que vétéran de l'US Cavalry pendant la révolution mexicaine et l'expédition punitive contre Pancho Villa
- Lee Archer (1919-2010), premier As de l'US Air force afro-américain et premier officier supérieur afro-américain de l'US.AF
- Henry Harley Arnold (1886-1950), chef de la force aérienne américaine pendant la Seconde Guerre mondiale
- John Basilone (1916-1945), sous-officier de l'US Marine Corps héros de la bataille de Guadalcanal, décoré de la médaille d'honneur
- Joseph Beyrle (1923-2004), sous-officier du 506th PIR ayant combattu pour l'Armée rouge après s'être évadé d'un camp de prisonniers allemand
- Gregory « Pappy » Boyington (1912-1988), colonel du Corps des Marines, rendu célèbre par la série télévisée Les Têtes brûlées.
- Omar Bradley (1893-1981), général américain pendant la Seconde Guerre mondiale
- William Jennings Bryan (1860-1925), secrétaire d'État des États-Unis, trois fois candidat à l'élection présidentielle
- Ronald Brown (1931-1996), secrétaire au Commerce des États-Unis, tué dans un accident d'avion de l'US Air Force
- Roger B. Chaffee (1935-1967) et Gus Grissom (1926-1967), astronautes tués lors de l'incendie d'Apollo 1 (Edward White a lui été enterré au cimetière de West Point)
- Charles Chaillé-Long (1842-1917), explorateur et diplomate américain.
- Claire Chennault, général américain, qui créa les « Tigres Volants » lors de la Seconde Guerre mondiale en Chine
- Charles Conrad (1930-1999), astronaute, 3e marcheur lunaire avec Apollo 12.
- Michael E. DeBakey (1908-2008), chirurgien et cardiologue
- Dwight Davis (1879–1945), secrétaire à la Guerre et créateur de la coupe Davis de tennis
- William Joseph Donovan (1883-1959), créateur de l'OSS, premier service de renseignement américain pendant la Seconde Guerre mondiale
- Harold Fischer, Jr. (1925-2009), as américain de la guerre de Corée
- John Foster Dulles (1888-1959), secrétaire d'État des États-Unis
- Medgar Evers (1925-1963), militant pour les droits civiques, assassiné par le Ku Klux Klan
- René Gagnon (1925-1979), Ira Hayes (1923-1955) et Michael Strank (1919-1945), trois des six Marines américains immortalisés par Joe Rosenthal sur la photographie Raising the Flag on Iwo Jima, lors de la bataille d'Iwo Jima durant la Seconde Guerre mondiale.
- Helen H. Gardener (1853-1925), militante pour le droit de vote des femmes.
- Dashiell Hammett (1894-1961), écrivain considéré comme le fondateur du roman noir.
- John Porter Hatch (1822-1901), brigadier général de l'Union et récipiendaire de la médaille d'honneur pour son action lors de la bataille de South Mountain[16](p159).
- Grace Hopper (1906-1992), contre-amiral et pionnière dans l'informatique.
- James Irwin (1930-1991), astronaute, 8e marcheur lunaire avec Apollo 15.
- Henry Kissinger (1923-2023), conseiller à la sécurité nationale américaine et secrétaire d'État de Richard Nixon puis de Gerald Ford.
- Alexander Klemin (1888-1950), ingénieur aéronautique, pionnier des essais en vol militaires américains durant la Première Guerre mondiale.
- Pierre Charles L'Enfant (1754-1825), architecte et urbaniste franco-américain, a réalisé les plans de la ville de Washington
- Joe Louis (1914-1981), champion du monde de boxe
- Lee Marvin (1924-1987), soldat décoré de la Guerre du Pacifique et acteur
- Mark Matthews (1894-2005), dernier survivant des Buffalo Soldiers et vétéran de la Seconde Guerre mondiale, mort à 111 ans.
- Glenn Miller (1904-1944) musicien de jazz, disparu au-dessus de la Manche (son corps n'a jamais été retrouvé mais une pierre tombale a été posée à Arlington)
- Thurgood Marshall (1908-1993), premier juge afro-américain à la Cour suprême
- Audie Murphy (1924-1971), soldat pendant la Seconde Guerre mondiale (l'un des plus décorés) puis acteur
- John Pershing (1860-1948), général, commandant le corps expéditionnaire américain pendant la Première Guerre mondiale
- Francis Gary Powers (1929-1977), pilote de l'US Air Force, fut abattu dans l'avion de reconnaissance U2 au-dessus de l'URSS en 1960
- William Rehnquist (1924-2005), président de la Cour suprême
- Pierre Salinger (1925-2004), journaliste et ancien porte-parole de la Maison Blanche
- Philip Sheridan (1831-1888), général de l'Union pendant la guerre de Sécession.
- Robert Sink (1906-1965), major-général, commandant du 506th PIR pendant la seconde guerre mondiale.
- William Howard Taft (1857-1930), ancien secrétaire à la Guerre, 27e président des États-Unis puis président de la Cour suprême.
- James Edwin Webb, (1906-1992) deuxième administrateur de la NASA
- George Westinghouse (1846-1914) ingénieur et fondateur de la société homonyme.

William Howard Taft et John Kennedy sont les seuls présidents à être inhumés à Arlington (depuis le milieu du XXe siècle, les présidents américains font souvent le choix d'être enterré sur le terrain de leur bibliothèque présidentielle). Ils sont les seuls avec le général Pershing à avoir eu des obsèques nationales à Arlington.
- William H. Crook (1839-1915), garde du corps à la Maison-Blanche durant plus de 50 ans, au service de 12 présidents.
- John Glenn (1921-2016), premier Américain à effectuer un vol orbital autour de la Terre dans le cadre de la mission Friendship 7 du programme Mercury.

Y sont également enterrés les corps de 10 militaires français morts par accident ou maladie sur le sol américain alors qu'ils étaient chargés de l'instruction d'une partie de l'armée du général Pershing durant la Première Guerre mondiale. Les sépultures sont fleuries chaque 11 novembre par la mission de défense de l'ambassade de France à Washington.

## Critères pour y être inhumé
Les critères pour pouvoir être inhumé à Arlington sont régis par le Code of Federal Regulation. Peuvent s'y faire enterrer : 
- tout ancien combattant ;
- tout ancien militaire décoré de l'une des plus hautes décorations militaires américaines ;
- tout ancien membre des forces armées ayant servi au gouvernement fédéral des États-Unis (à un certain niveau de la branche exécutive, élu au Congrès ou membre de la Cour suprême) ;
- tout président ou ancien président des États-Unis (même s'il n'a pas servi auparavant dans l'armée car le président des États-Unis est pendant son mandat commandant en chef des armées américaines).

Malgré des extensions, le cimetière risque d'atteindre la saturation vers 2040-2050, d'où la possibilité de restreindre les critères d'inhumations aux hauts décorés (Purple Heart et au minimum la Silver Star), aux prisonniers de guerre et aux soldats morts au combat,.
Certains civils, principalement des policiers, morts en service dans la protection de l'État ou les épouses et enfants mineurs des ayants droit peuvent également y être enterrés. Ainsi bien que non militaires ou anciens combattants, y sont inhumés :
- Leslie Sherman, une étudiante tuée lors de la fusillade de l'université Virginia Tech en 2007, ses deux parents étant des anciens combattants ;
- John Gibson et Jacob Chestnut, deux officiers de la police du Capitole tués en service lors de la fusillade dans le Capitole en 1998 ;
- Leslie Coffelt, membre du Secret Service tué en service en protégeant le président Harry Truman lors d'une tentative d'assassinat à Blair House en 1950 ;
- Johnny Micheal Spann, officier de la CIA tué en service en Afghanistan en 2001.